# Alena Šeredová
Alena Šeredová, od sňatku v červnu 2011 Alena Buffon (* 21. března 1978 Praha) je česká modelka, 1. vicemiss České republiky 1998 a herečka, v současnosti žijící v Itálii.

## Životopis
Alena Šeredová se narodila a téměř celé své dětství prožila na pražských Vinohradech. S modelingem začala ještě jako dítě, už v patnácti letech fotila s českým módním fotografem Jadranem Šetlíkem. O rok později odletěla za prací do Řecka. V sedmnácti letech přijela Alena Šeredová poprvé do Milána.[zdroj?]

### Úspěchy v soutěžích krásy
V roce 1998 se stala první vicemiss České republiky, v soutěži Miss World, na kterou tak postoupila, skončila na čtvrtém místě. Tento úspěch překonala až 30. září 2006 Taťána Kuchařová, která v 56. ročníku soutěže Miss World zvítězila.[zdroj?]

### Umělecká kariéra
Uměleckou kariéru zahájila v roce 1999 rolí v jedné pražské komediální inscenaci. Pokračovala alternováním módy a televize, účinkovala v pořadu italské televize RAI autora Giorgia Panariella Torno Sabato – La Lotteria (Vrátím se v sobotu – Loterie), oceněném v anketě Telegatto (určitá obdoba české soutěže TýTý). Díky němu se dostala do povědomí divácké veřejnosti a stala se častým hostem televizních pořadů.[zdroj?]
V roce 2002 získala několik cen a byla mimo jiné označena za objev italské televize. V roli „testimonial“ patřila mezi stálé tváře módy a reklamy italských módních domů. V letech 2002 až 2003 ztvárnila hlavní postavu v jedné italské divadelní komedii. Od roku 2003 má italské občanství a v rozhovoru pro tisk řekla, že se do České republiky již nehodlá vrátit.[zdroj?]
V roce 2004 pózovala pro kalendář měsíčníku MAX, byla protagonistkou divadelní hry La Signora in rosso (Dáma v červeném) a hrála ve vánočním filmu Christmas in Love (Zamilované Vánoce), který měl premiéru v italských kinech 17. prosince 2004.[zdroj?]

### Soukromý život
Zvláště v Itálii je středem pozornosti bulvárního tisku, který často píše také o jejích – vesměs mediálně známých – partnerech.[zdroj⁠?!] Jedním z jejích prvních partnerů byl moderátor Bořek Slezáček, k dalším známým jménům patří italský herec Edoardo Costa či režisér Luigi De Laurentiis. V jistou dobu se také psalo o jejím vztahu s Flaviem Briatorem; podle tvrzení Šeredové však šlo o „výmysl bulváru a v jeho případě nešlo o nic víc než o běžnou pracovní zakázku“.[zdroj?]
Dne 16. června 2011 se ve vyšehradské bazilice svatého Petra a Pavla vdala za dlouholetého přítele Gianluigiho Buffona, se kterým se o několik let později rozvedla.[zdroj?]
Alena Šeredová aktuálně tvoří pár s italským miliardářem Alessandrem Nasim, který patří mezi dědice automobilky Fiat. 17. června 2023 se na Sicílii za Nasiho provdala.

### Děti
S italským fotbalovým brankářem Gianluigim Buffonem zvaným „Gigi“ má syna Louise Thomase, který se narodil 28. prosince 2007 na soukromé klinice v italském Turíně. Chlapec měřil 52 centimetrů a vážil 3,5 kila.
31. října] 2009 porodila brankáři v turínské nemocnici svého druhého syna. Syn dostal jméno David Lee.
S italským podnikatelem Alessandrem Nasi má dceru Vivienne Charlotte, která se narodila 19. května 2020.[zdroj?]

### Módní návrhářka
Svoje zkušenosti ze světa módy využila Alena Šeredová ve spolupráci s českou firmou MODETA STYLE, největším tuzemským výrobcem plavek v České republice. Připravila společně s návrhářkami této společnosti v letech 2005 až 2011 kolekce plavek ALENA ŠEREDOVÁ COLLECTION. Tyto nabízely např. svěží modely pastelových a zářivých barev i různých střihů – od oblíbených „trojúhelníčků“ až po modely s kosticemi za použití více než 50 let osvědčeného pružného vlákna Lycra.

### Charitativní aktivity
Zapojuje se do charitativních a sociálních aktivit a zúčastňuje se benefičních akcí v Itálii i dalších zemích EU.[zdroj?]

## Míry
Měří 181 cm, její míry jsou 110–80–100; má tmavé vlasy a hnědé oči.

## Filmografie
- Ho visto le stelle (2003; Viděl jsem hvězdy); komedie, 91 minut, režie Vincenzo Salemme
- Christmas in Love (2004; Zamilované Vánoce); komedie, 118 minut, režie Neri Parenti